# مطار أرويو باريل
مطار أرويو باريل الدولي (إياتا: EPS، إيكاو: MDAB) هو مطار يقع على بُعد 10 كيلومتر (6.2 ميل) غرب سامانا عاصمة مقاطعة سامانا في جمهورية الدومينيكان. يقعُ المطار على الشاطئ الجنوبي لشبه جزيرة سامانا على مقربةٍ من خليج سامانا في الجنوب.

## روابط خارجية
- خريطة الشارع المفتوحة - مطار أرويو باريل
- SkyVector - مطار أرويو باريل
- مطاراتنا - مطار أرويو باريل
- تاريخ الحوادث لـ (El Portillo/Samaná-Arroyo Barril Airport) على شبكة سلامة الطيران.
- FlightAware Live Flight Tracker لـ MDAB: مطار أرويو باريل الدولي (سامانا)